# Michael Schibilsky
Michael Schibilsky (* 14. August 1946 in Bielefeld; † 8. Februar 2005 in Hannover) war ein evangelischer Theologe, Hochschullehrer und Journalist, dessen Forschen und Wirken vor allem auf der Schnittstelle zwischen theologischer Forschung und kirchlicher Praxis angesiedelt waren.

## Leben
Michael Schibilsky wurde 1946 in Bielefeld geboren. Parallel zu seinem Theologiestudium an der kirchlichen Hochschule in Bielefeld-Bethel und in Münster absolvierte Schibilsky in Bielefeld eine journalistische Ausbildung. Sein Studium der Theologie schloss er mit der Promotion in Münster 1975 über das Thema Neue Religiosität und soziale Interaktion ab. Die Arbeit gilt auf dem Feld der religiösen Biografieforschung bis heute als wegweisende Pionierleistung.
Von 1978 bis 1987 war Schibilsky Pfarrer einer vom wirtschaftlichen Strukturwandel des Ruhrgebiets besonders betroffenen evangelischen Gemeinde in Bottrop. Über seine Arbeit in der Arbeitergemeinde hat Schibilsky den in der Fachwelt viel beachteten Bericht Alltagswelt und Sonntagskirche – Gemeindearbeit im Industriegebiet vorgelegt.
1987 wurde Schibilsky Professor für Sozialethik, Anthropologie und Religionsphilosophie an der Evangelischen Fachhochschule Rheinland-Westfalen-Lippe in Bochum. Im Zusammenhang mit dieser Lehrtätigkeit erschien 1989 seine Einführung in die Seelsorge Trauerwege. Beratung für helfende Berufe. Das Buch gilt als Musterbeispiel für ein gelungenes Lehrbuch, weil es Schibilsky gelang, ein Höchstmaß an Information in gut lesbarer Sprache anzubieten.
Von 1993 bis 1996 leitete Schibilsky den Evangelischen Presseverband für Westfalen und Lippe und war Chefredakteur der evangelischen Wochenzeitung Unsere Kirche (UK).
Einem breiteren Publikum bekannt geworden ist der Studienkollege des „Fernsehpastors“ Jürgen Fliege auch als Sprecher des Wort zum Sonntag im ersten Programm der ARD.
1996 wurde Schibilsky Professor und Direktor des Institutes für Praktische Theologie an der Evangelisch-Theologischen Fakultät der Ludwig-Maximilians-Universität München. Arbeits- und Forschungsschwerpunkte Schibilskys waren Diakoniewissenschaften und Christliche Publizistik. Ganz bewusst suchte Schibilsky auch als Hochschullehrer die Verbindung zu den Gremien und Strukturen der Kirche: Seit 1997 bis zu seinem Tod war der Theologe Mitglied der bayerischen Landessynode. 2003 wurde Schibilsky zudem zum stellvertretenden Vorsitzenden der Synode der Evangelischen Kirche in Deutschland (EKD) gewählt. Außerdem gehörte Schibilsky dem Verwaltungsrat der von Bodelschwinghschen Anstalten in Bethel an und hatte Sitz und Stimme im Verwaltungsrat der Deutschen Bibelgesellschaft. Schibilsky war seit 2002 auch Vorstandsmitglied der Wissenschaftlichen Gesellschaft für Theologie.
Bis zu seinem Tod hat sich Schibilsky für eine professionelle kirchliche Publizistik eingesetzt. Für ihn war das besondere Wesensmerkmal evangelischer Publizistik die Verbindung von Professionalität und publizistischer Freiheit einerseits und kritisch-loyaler Begleitung der Kirche andererseits. In seinen letzten Jahren beschäftigte sich Schibilsky unter anderem mit Fragen der Medienethik und der Rolle von Spiritualität in der Diakonie.
Am 8. Februar 2005 starb Michael Schibilsky, der an einer fortschreitenden Lungenfibrose litt, in Hannover an den Folgen seiner Krankheit.
Michael Schibilsky war verheiratet mit der evangelischen Theologin und Landeskirchenrätin der westfälischen Kirche Christel Schibilsky und ist Vater von zwei Kindern.

## Wissenswert
1997/1998 war Beate Hofmann, die 2019 zur Bischöfin der Evangelischen Kirche von Kurhessen-Waldeck (EKKW)
gewählt wurde, wissenschaftliche Mitarbeiterin von Michael Schibilsky.

## Werke (Auswahl)

### Publikationen in Buchform
- Trauerwege. Beratung für helfende Berufe, Düsseldorf 1989, ISBN 3-491-72215-2, 4. Aufl. 1994.
- Kursbuch Diakonie. Neukirchener Verlag, Neukirchen-Vluyn 1991.
- Medien und Mandat. Kaiser, Gütersloh 1999.
- Theologie und Diakonie. Gütersloher Verlags-Haus, Gütersloh 2004.

### Beiträge in Sammelwerken
- Was macht die Würde des "alten" Menschen aus? Wie sprechen wir von und mit alten Menschen?, in: Werner Burgheim (Hrsg.), Qualifizierte Begleitung von Sterben und Trauernden.  Medizinische, rechtliche, psycho-soziale und spirituelle Hilfestellungen. (= Forum GesundheitsMedien), Forum Merching 2001 bis 2013, (Loseblattsammlung in drei Bänden), ISBN 3-89827-374-1, Lieferung Dezember 2003, Abschnitt 2.6., S. 1–3.
  - Zeit: Wenn die Uhren anders ticken, in: ebd., Abschnitt 2.6.1., S. 1–3.
  - Geld - Anerkennungsmaßstab in unserer Gesellschaft, in: ebd., Abschnitt 2.6.2., S. 1–2.
  - Fachlichkeit in der Pflege, in: ebd., Abschnitt 2.6.3., S. 1–4.
  - Weltanschauung und gesellschaftliche Werte, in: ebd., Abschnitt 2.6.4., S. 1–4.
  - Motivation und Lebensstil, in: ebd., Abschnitt 2.6.5., S. 1–2.
  - Vision von Morgen, in: ebd., Abschnitt 2.6.6., S. 1–10.